# قزلجة (شبستر)
قزلجة هي قرية في مقاطعة شبستر، إيران. يقدر عدد سكانها بـ 174 نسمة بحسب إحصاء 2016.